# Trosa stadsförsamling
Trosa stadsförsamling var en församling i Strängnäs stift och i Trosa kommun i Södermanlands län. Församlingen uppgick 2010 i Trosa församling.

## Administrativ historik
Församlingen bildades 19 april 1610 genom en utbrytning ur Trosa landsförsamling.
Församlingen utgjorde till 1 maj 1924 ett eget pastorat för att därefter till 2010 vara annexförsamling i pastoratet Trosa-Vagnhärad (Trosa landsförsamling och Vagnhärad till 1926) och Trosa stadsförsamling som 1962 utökades med Västerljungs församling. Församlingen uppgick 2010 i Trosa församling.

## Kyrkor
- Trosa stads kyrka